# Sablé macédonien
Polyommatus nephohiptamenos
Espèce
Synonymes
- Agrodiaetus nephohiptamenos Brown & Coutsis, 1978

Statut de conservation UICN

 NT  : Quasi menacé
Le Sablé macédonien (Polyommatus nephohiptamenos) est une espèce de lépidoptères (papillons) de la famille des Lycaenidae et de la sous-famille des Polyommatinae. On la trouve dans la péninsule balkanique.

## Systématique
L'espèce actuellement appelée Polyommatus nephohiptamenos a été décrite par John Brown (d) et John G. Coutsis (d) en 1978, sous le nom initial d’Agrodiaetus nephohiptamenos,.
Elle est aujourd'hui classée dans le genre Polyommatus, et dans le sous-genre Agrodiaetus pour les auteurs qui le reconnaissent.

## Noms vulgaires
Le Sablé macédonien se nomme en anglais Higgin's Anomalous Blue.

## Description
C'est un petit papillon au dessus marron avec une frange blanche.
Le revers est ocre et orné de lignes de petits points noirs cernés de blanc avec une raie blanche à l'aile postérieure.

### Espèce proche
Très proche des autres sablés et particulièrement du Sablé de la luzerne (Polyommatus dolus).

## Biologie

### Période de vol et hivernation
Il vole en une génération, de juillet à fin août.
Les chenilles sont soignées par des fourmis.
C'est la jeune chenille qui hiverne.

### Plantes hôtes
Sa plante hôte est Onobrychis montana ssp scardica.

## Distribution et biotopes
Il est présent dans le Nord de la Grèce et en Bulgarie.
Son habitat est constitué de lieux secs.

## Conservation
Il est sur la liste rouge européenne des papillons avec le statut NT (Near Threatened).